# 시네마테크 대전
시네마테크 대전(Cinematheque Daejeon)은 영화가 제작 상영된 1895년을 기리며 1997년 시네클럽으로 출발하였다. 이후 한국적 시네마테크 운동을 적극 수용하여 작가영화, 독립영화, 단편영화, 독립다큐멘터리 등 다양한 영상의 배급을 통해 지역민들의 문화적 욕구를 충족시켜 왔으며 일반시민들을 대상으로한 영상교육, 영상제작, 영화감상과 토론 등을 통해 지역의 우수한 영화인력 인프라 발굴 및 양성에 힘쓰고 있다.
그리고, 2002년엔 전국의 시네마테크 단체들과 함께 시네마테크의 제반활동을 보다 안정적으로 운영할 수 있는 환경을 조성하고자 <한국시네마테크협의회>를 결성하였다. 이러한 노력을 통해 일반시민들에게 보다 다양한 문화에 접근할 수 있는 권리를 제공할 뿐만 아니라 보다 가치 있는 영화가 생산될 수 있는 환경을 조성하며, 영화를 둘러싼 깊이 있는 논쟁과 토론이 가능하게 되었다.
시네마테크대전은 지역의 영화 생산과 소비의 간극을 좁혀 나가는 열린 공간임과 동시에 기타 독립적인 문화운동 단체들과의 교류 네트워크를 통해 지역의 소외된 문화를 활성화시키는 영상문화운동 단체로 활동하고 있다.

## 활동내용
양질의 다양한 영화배급
- 예술영화, 작가영화, 독립영화 등 체험하기 쉽지 않은 영화 배급
- 다양한 영화문화체험을 통한 영화 향유자층 개발
- 대전지역에 대안적인 영화배급망 구축

영화/영상 교육
- 전문적인 강좌를 통해 우수한 영화인력 발굴 및 양성
- 영상제작강좌 및 워크샵 등을 통해 영상체험활동 제공
- 다양한 서적 및 영상물 대여를 통해 학습 기회 제공

영화연구
- 영화연구 축적을 통한 다양한 학습 콘텐츠 개발
- 영화서적, 강좌, 심포지엄 등을 통해 지역의 영화문화 성숙 도모
- 대전지역 영화산업육성 및 정책개발에 일조

커뮤니티개발
- 영화스터디, 영화감상, 영화제작 등 다양한 커뮤니티 개발 및 지원
- 자유롭고 능동적인 활동을 통해 문화적 욕구 충족 및 만족도 제고
- 커뮤니티 활동을 통해 개개인을 문화적 주체로 양성

지역 문화복지 실현
- 다양한 형태의 상영으로 소외 지역민들에게 영화관람 기회 제공
- 문화적 소외 계층인 청소년 참여 프로그램 진행
- 영화제 및 기획프로그램을 통해 중장년층, 주부 등에게 관람 기회 제공

연대활동을 통한 네트워크 구축
- 지역 교육단체, 사회단체, 창작단체와의 네트워크 구축
- 네트워크를 통한 원활한 커뮤니케이션 환경 조성
- 지역의 미디어 운동 활성화를 통해 문화적 민주주의 실천

## 같이 보기
- 대전아트시네마
- 한국시네마테크협의회